# Зоологическа философия
„Зоологическа философия или изложение на съображенията относно естествената история на животните“ (на френски: Philosophie Zoologique ou exposition des considérations relatives à l'histoire naturelle des animaux) е книга от 1809 година на френския натуралист Жан-Батист Ламарк.
Тя представлява изложение на ламаркизма, ранна теория за еволюцията, според която животните могат да предават на потомството си свои качества, придобити по време на живота им като адаптация към околната среда. Книгата не прави особено впечатление сред френските академични среди, но привлича вниманието, макар и често с критични коментари, на британски учени, като Чарлз Лайъл и Томас Хъксли, като Чарлз Дарвин я сочи като предпоставка за създаването на неговата теория за естествения отбор.